# الیشا اووسو
الیشا اووسو (انگلیسی: Elisha Owusu؛ زادهٔ ۷ نوامبر ۱۹۹۷) بازیکن فوتبال اهل فرانسه است.
از باشگاه‌هایی که در آن بازی کرده‌است می‌توان به باشگاه فوتبال المپیک لیون اشاره کرد.